# Złoty Potok (dopływ Filipczańskiego Potoku)
Złoty Potok – dopływ potoku Filipka (Filipczańskiego Potoku) w polskich Tatrach Wysokich. Wypływa w żlebie w górnej części Doliny Złotej na wysokości około 1290 m ze źródeł w skalnym rumoszu złożonym z margli i jurajskich wapieni. Woda z tych źródeł po kilkunastu metrach ginie w rumoszu i aż do wysokości 1190 m koryto potoku jest suche. Dopiero po zasileniu prawobocznym dopływem pod Rusinową Polaną w korycie potoku pojawia się stała już woda. Potok spływa w północno-wschodnim kierunku przez zachodnie obrzeże Rusinowej Polany. Znajduje się tutaj ujęcie wody w postaci drewnianej rynny i w miejscu tym szlak turystyczny przekracza Złoty Potok. Nieco poniżej szlaku, na obrzeżu polany znajduje się drugie źródło na wysokości 1183 m n.p.m. Złoty Potok przy polanie skręca na północny zachód i na wysokości 1000 m n.p.m. uchodzi do Filipczańskiego Potoku. Jest to przy szlaku turystycznym, poniżej Sanktuarium Maryjnego na Wiktorówkach.
Poniżej Rusinowej Polany potok płynie na podłożu morenowym, wapienno-łupkowym, a jego koryto ma szerokość 3–4 m. W dolnym biegu zasilany jest przez 3 krótkie, lewoboczne dopływy wypływające ze źródeł w skałach triasowo-jurajskich. Nie ma dopływu prawostronnego, natomiast przy jego korycie po prawej stronie na wysokości 1040–1050 m wybija z rumoszu wiele źródeł.

## Szlaki turystyczne
od drogi Oswalda Balzera w Zazadniej, obok Sanktuarium Maryjnego na Wiktorówkach i dalej Doliną Złotą na Rusinową Polanę. Czas przejścia: 1:15 h, ↓ 1:05 h.